# Icterus
Icterus és un dels gèneres d'ocells, de la família dels ictèrids (Icteridae).

## Taxonomia
Segons la classificació del Congrés Ornitològic Internacional (versió 15.1, 2025), aquest gènere conté 32 espècies:
- Turpial de Scott (Icterus parisorum Bonaparte, 1838)
- Turpial d'Audubon (Icterus graduacauda Lesson, RP, 1839)
- Turpial daurat (Icterus chrysater Lesson, RP, 1844)
- Turpial de Jamaica (Icterus leucopteryx Wagler, 1827)
- Turpial de Yucatán (Icterus auratus Bonaparte, 1850)
- Turpial d'Altamira (Icterus gularis Wagler, 1829)
- Turpial groc (Icterus nigrogularis Hahn, 1819)
- Turpial de Baltimore (Icterus galbula Linnaeus, 1758)
- Turpial endolat (Icterus abeillei Lesson, RP, 1839)
- Turpial de Bullock (Icterus bullockii Swainson, 1827)
- Turpial dorsi-ratllat (Icterus pustulatus Wagler, 1829)
- Turpial cuagroc (Icterus mesomelas Wagler, 1829)
- Turpial maculat (Icterus pectoralis Wagler, 1829)
- Turpial alablanc (Icterus graceannae Cassin, 1867)
- Turpial del Brasil (Icterus jamacaii Gmelin, JF, 1788)
- Turpial de Veneçuela (Icterus icterus Linnaeus, 1766)
- Turpial de dors taronja (Icterus croconotus Wagler, 1829)
- Turpial alabarrat (Icterus maculialatus Cassin, 1848)
- Turpial culnegre (Icterus wagleri Sclater, PL, 1857)
- Turpial emmascarat (Icterus cucullatus Swainson, 1827)
- Turpial capnegre (Icterus prosthemelas Strickland, 1850)
- Turpial castany (Icterus spurius Linnaeus, 1766)
- Turpial de les Bahames (Icterus northropi Allen, JA, 1890)
- Turpial de Cuba (Icterus melanopsis Wagler, 1829)
- Turpial de Martinica (Icterus bonana Linnaeus, 1766)
- Turpial de Puerto Rico (Icterus portoricensis Bryant, H, 1866)
- Turpial de l'illa de Montserrat (Icterus oberi Lawrence, 1880)
- Turpial de la Hispaniola (Icterus dominicensis Linnaeus, 1766)
- Turpial de Saint Lucia (Icterus laudabilis Sclater, PL, 1871)
- Turpial de capell daurat (Icterus auricapillus Cassin, 1848)
- Turpial d'espatlles grogues (Icterus cayanensis Linnaeus, 1766)
- Turpial variable (Icterus pyrrhopterus Vieillot, 1819)